# Rutland and Whitehall Railroad
Die Rutland and Whitehall Railroad war eine Eisenbahngesellschaft in Vermont (Vereinigte Staaten). Sie wurde am 9. November 1831 gegründet, begann jedoch zunächst nicht mit dem Bahnbau. Am 14. November 1848 wurde die Gründung erneut vollzogen und die Gesellschaft baute nun eine normalspurige Bahnstrecke, die die östliche Fortsetzung der in Bau befindlichen Washington Railroad in den Bundesstaat Vermont darstellte. Die Gesamtstrecke von Whitehall nach Castleton ging am 1. Oktober 1850 in Betrieb. Nur der in Vermont liegende 11 Kilometer lange Abschnitt der Strecke gehörte der Rutland&Whitehall. Beide Gesellschaften führten den Betrieb gemeinsam. Ab 1852 schloss in Castleton die Strecke der Rutland and Washington Railroad nach Rutland an.
Die Washington Railroad, die ab 1855 als Saratoga and Whitehall Railroad firmierte, pachtete ab dem 1. Mai 1856 die Rutland&Whitehall und wurde ihrerseits am 1. April 1865 durch die Rensselaer and Saratoga Railroad gepachtet, die 1868 beide Gesellschaften endgültig kaufte und mit ihnen fusionierte. Später ging die Bahn an die Delaware and Hudson Railway, die sie jedoch im Dezember 1983 an die Clarendon and Pittsford Railroad verkaufte. Die Strecke wird auch heute noch im Personenverkehr betrieben, die Amtrak befährt sie mit dem Ethan Allen Express.